# Saint-Sauveur-la-Pommeraye
Saint-Sauveur-la-Pommeraye – miejscowość i gmina we Francji, w regionie Normandia, w departamencie Manche.
Według danych na rok 1990 gminę zamieszkiwały 272 osoby, a gęstość zaludnienia wynosiła 52 osoby/km² (wśród 1815 gmin Dolnej Normandii Saint-Sauveur-la-Pommeraye plasuje się na 620. miejscu pod względem liczby ludności, natomiast pod względem powierzchni na miejscu 866.).